# آجی (فیلم ۲۰۰۶)
آجی (به انگلیسی: Ajay) فیلمی هندی محصول سال ۲۰۰۶ و به کارگردانی مهر رامش است. در این فیلم بازیگرانی همچون پونیت راجکومار، آنو مهتا، پراکاش راج، نثار و تلنگانا شکونتلا ایفای نقش کرده‌اند. این فیلم بازسازی فیلم یک است.